# Nohalis Loyo
Nohalis Alejandra Loyo Jiménez (ur. 2002) – wenezuelska zapaśniczka walcząca w stylu wolnym. 
Brązowa medalistka mistrzostw panamerykańskich w 2025. Druga na mistrzostwach panamerykańskich U-23 w 2025 i trzecia w 2024 roku.